# Gracie Abrams
Gracie Madigan Abrams (Los Angeles, 7 de setembro de 1999) é uma cantora e compositora norte-americana.   Após assinar com a Interscope Records em 2019, ela ganhou reconhecimento após lançar seu primeiro extended play, Minor (2020), e seu sucessor, This Is What It Feels Like (2021), junto com vários singles, incluindo I Miss You, I'm Sorry. Abrams lançou seu álbum de estreia, Good Riddance (2023), e foi indicada ao Grammy de Melhor Artista Revelação. Ela também se apresentou como banda de abertura na turnê Sour Tour de Olivia Rodrigo (2022) e Eras Tour de Taylor Swift (2023-2024).  
Em 2023, Abrams participou de um remix de Everywhere, Everything, de Noah Kahan, que marcou sua primeira entrada na Billboard Hot 100 dos EUA. Ela também apareceu na lista Forbes 30 Under 30 naquele ano. Seu segundo álbum de estúdio, The Secret of Us (2024), estreou na segunda posição na Billboard 200, e foi apoiado pelos singles Risk, Close to You, I Love You, I'm Sorry e That's So True; este último alcançou a quarta posição na Billboard Global 200. Abrams colaborou com Taylor Swift na faixa do álbum Us, que foi indicada ao Grammy de Melhor Performance de Dupla/Grupo Pop. A 26 de maio de 2025, Abrams venceu o prémio Novo Artista do Ano nos American Music Awards.

## Início da vida
Gracie Madigan Abrams nasceu a 7 de setembro de 1999, no Condado de Los Angeles, Califórnia. Abrams é filha do cineasta J. J. Abrams e da produtora de cinema e televisão Katie McGrath, além de ser neta dos produtores Gerald W. Abrams e Carol Ann Abrams. Tem dois irmãos: um mais velho chamado Henry e um mais novo chamado August.
Abrams se interessou por música desde muito jovem e começou a compor quando tinha oito anos. Ela frequentou a Archer School for Girls. Depois de terminar o ensino médio em 2018, Abrams estudou relações internacionais no Barnard College em Nova York, mas desistiu após o primeiro ano para se concentrar na música.

## Carreira

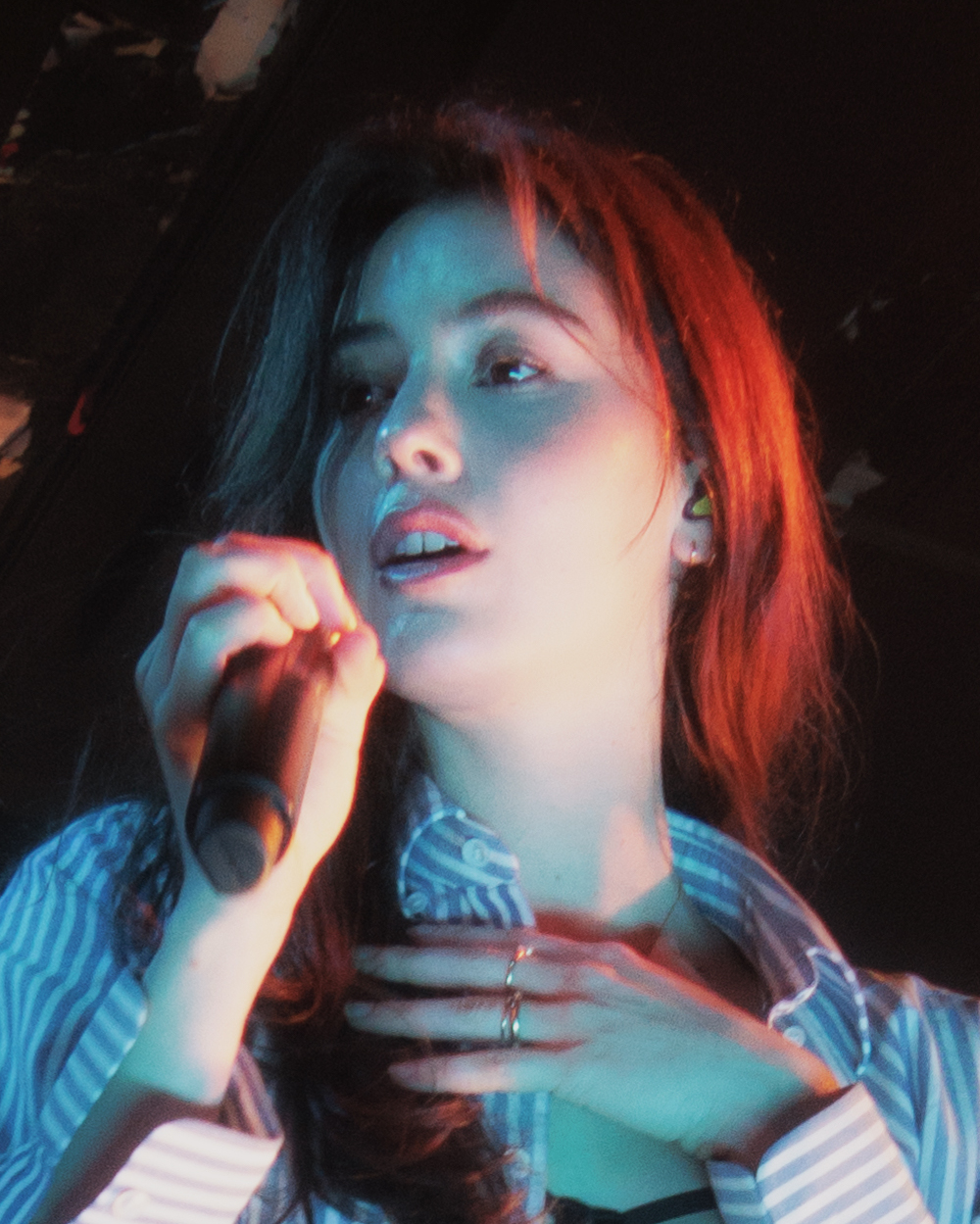
Abrams a atuar em Seattle, Março de 2022

### 2019-2022:MinoreThis Is What It Feels Like
Em outubro de 2019, Gracie Abrams lançou o seu single de estreia, "Mean It", pela Interscope Records. Em julho de 2020, Abrams lançou o seu EP de estreia, Minor, onde colaborou com produtores como Joel Little e Blake Slatkin. O EP foi apoiado por vários singles, incluindo "I Miss You, I'm Sorry". Em março de 2021, Abrams lançou uma colaboração com Benny Blanco, "Unlearn". Em maio, ela lançou o single independente, "Mess It Up". Em outubro de 2021, Abrams anunciou que o seu próximo EP, This Is What It Feels Like", seria lançado a 12 de novembro de 2021. O EP foi precedido pelos singles "Feels Like" e "Rockland", tendo o último sido criado juntamente com Aaron Dessner. Em apoio ao seu EP, embarcou na This Is What It Feels Like Tour, que teve início a 2 de fevereiro de 2022 em Salt Lake City e foi concluída a 31 de maio de 2022 em Estocolmo. Simultaneamente, atuou como ato de abertura para Olivia Rodrigo na sua turnê Sour Tour. 
Em outubro de 2022, Abrams lançou "Difficult" como o single principal do seu futuro álbum de estreia.

### 2023-Presente:Good RiddanceeThe Secret of Us

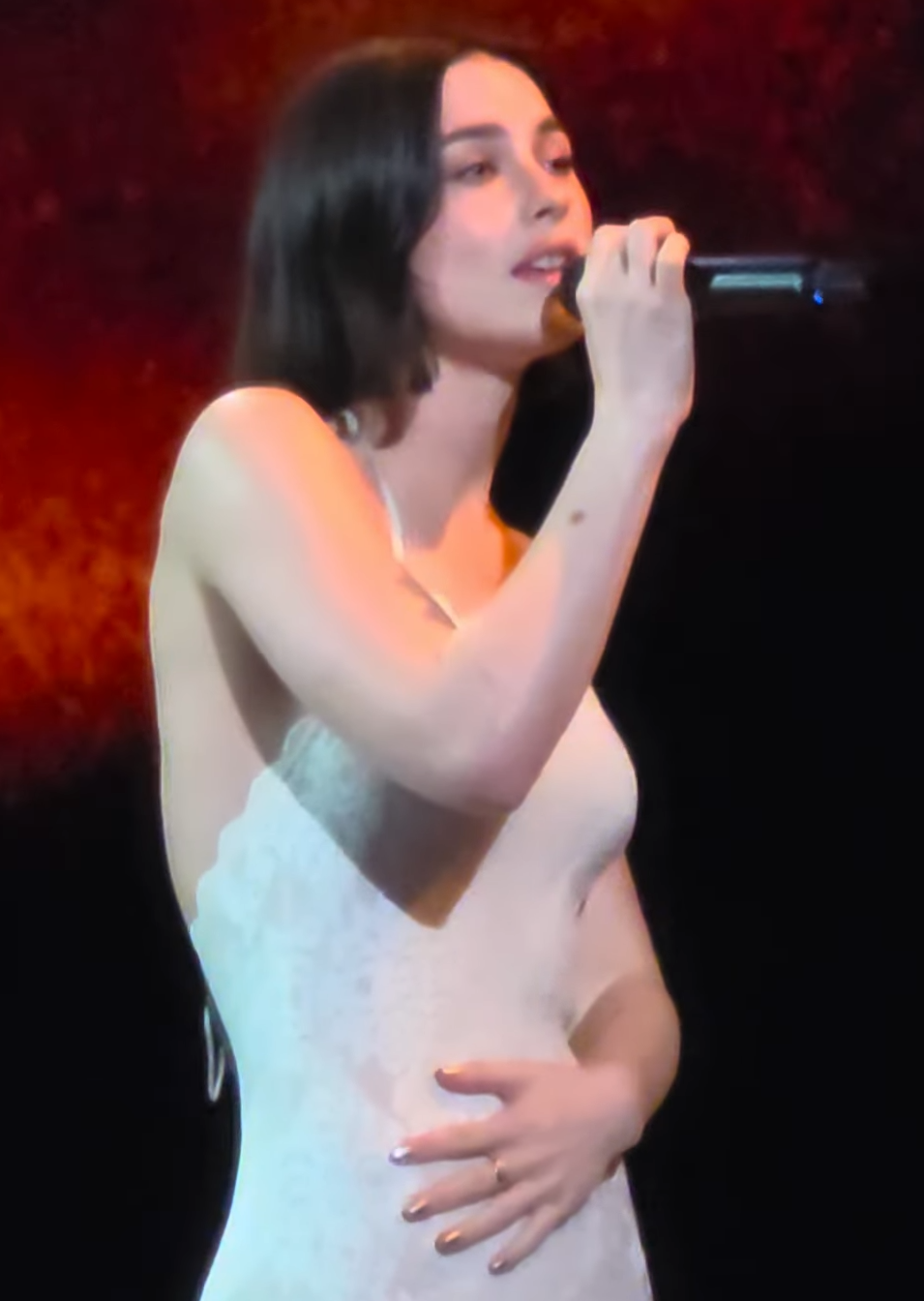
Abrams a atuar no FireAid em 2025

A 24 de fevereiro de 2023, Abrams lançou o seu álbum de estreia, Good Riddance. A versão deluxe do álbum foi lançada em junho do mesmo ano. Durante 2023, Abrams atuou como ato de abertura em diversos concertos da The Eras Tour, da cantora Taylor Swift, na América do Norte, retornando, no final de 2024, para uma nova ronda de concertos nos EUA e Canadá. Embarcou também na sua Good Riddance Tour, a sua terceira turnê. A 8 de novembro de 2023, lançou a música "Cedar", parte da banda sonora da série The Buccaneers. Foi nomeada para Melhor Novo Artista para a 66ª Cerimónia dos Grammys. Fez parte do remix da música "Everywhere, Everything" do cantor Noah Kahan, lançada a 1 de dezembro de 2023, que marcou a sua primeira entrada no Billboard Hot 100, no lugar 79. No final do ano, fez parte da lista 30 Under 30 da Forbes.
A 29 de abril de 2024, Abrams anunciou que o seu segundo álbum de estúdio, The Secret of Us, seria lançado a 21 de junho de 2024. O primeiro single, intitulado "Risk", foi lançado a 1 de maio de 2024. Para apoiar o álbum, Abrams embarcou na The Secret of Us Tour pelos EUA entre 5 de setembro e 10 de outubro. "Close to You" foi lançado como o segundo single a 7 de junho, tendo o primeiro teaser da música sido publicado sete anos antes. O terceiro single, "I Love You, I'm Sorry", foi lançado em outubro de 2024, alcançado o nº14 da Billboard Global 200.
"That's So True" foi lançada como single na versão deluxe de The Secret of Us, a 6 de novembro de 2024. Alcançou o topo das tabelas na Austrália, Canadá, Irlanda, Nova Zelândia e Reino Unido. Chegou ao nº4 da Billboard Global 200 e nº6 na Billboard Hot 100 nos EUA. Abrams colaborou com Taylor Swift na música "Us", parte do álbum The Secret of Us, e mais tarde nomeada para o Grammy de Melhor Performance de Dupla/Grupo Pop na 67ª Cerimónia dos Grammys. Abrams continuou a sua The Secret of Us Tour em 2025, começando a 8 de fevereiro em Madrid e terminando a 27 de agosto no México. Em junho e julho, Abrams cantou diversas músicas não lançadas, como "Out of Nowhere" e "Crazy Girl", durante os festivais Glastonbury e BST Hyde Park de 2025.

## Arte e Receção
Abrams citou Swift, Joni Mitchell, Simon & Garfunkel, Elvis Costello, Bon Iver, Elliott Smith, Kate Bush, Lana Del Rey, the 1975, James Blake, Lorde, Metric, the Killers, and Phoebe Bridgers como as suas influências musicais. Juntou-se a Swift e a Olivia Rodrigo nas suas turnês. O seu estilo musical foi classificado como pop, bedroom pop, folk-pop, indie pop e indie folk.

## Outros projetos

### Apoios
Abrams foi selecionada como uma das caras da campanha ME da Pandora em 2022. Ela co-protagonizou a campanha de outono Built for the Journey da Tumi. Em outubro de 2024, tornou-se embaixadora da coleção de jóias Coco Crush da Chanel.

### Ativismo

Abrams a atuar na campanha presidencial de Kamala Harris, em Madison, Wisconsin em outubro de 2024

Numa entrevista em 2020, Abrams apoio a expressão de opiniões pessoais através da música, dizendo: "Eu não consigo separar a música das minhas opiniões, ..., é um "todo" que reflete a minha forma de pensar. As pessoas não deveriam ter medo de falar sobre o que acreditam."
Após um documento do Supremo Tribunal dos EUA a indicar planos de revogar a lei do aborto, estabelecida pelo Roe v. Wade, ter vazado, Abrams esteve entre os 160 músicos, incluindo Olivia Rodrigo, Clairo, Lorde, Billie Eilish, Megan Thee Stallion, Halsey e Phoebe Bridgers, que assinaram uma página no New York Times em maio de 2022 a condenar a decisão do Supremo Tribunal. Em julho de 2022, Abrams lançou uma edição limitada de uma t-shirt, cujos lucros iriam para a National Network of Abortion Funds. Abrams revelou que, enquanto isto "é apenas uma pequena parte no esforço anti-democrático que está a acontecer no nosso país", ela acredita que "pode usar a sua plataforma para amplificar os peritos no momento".
Em 2023, pouco depois do início da Guerra em Gaza, Abrams juntou-se ao nº de artistas na Artists4Ceasefire, exigindo um cessar-fogo. Tem falado continuamente contra a posição de Israel face à situação de fome do povo Palestiniano.
Abrams apoiou Kamala Harris na Campanha Presidencial de 2024. Atuou no rally de Harris em Madison, Wisconsin, a 30 de outubro de 2024.

## Vida Pessoal
De 2017 a 2022, Abrams esteve numa relação com o produtor Blake Slatkin. Em março de 2025, comprou uma penthouse em Greenwich Village por 5,500,000$. Desde 2024, está numa relação com o ator irlandês Paul Mescal.

## Discografia
- Minor (2020)
- This Is What It Feels Like (2021)
- Good Riddance (2023)
- The Secret of Us (2024)

## Turnês

### Enquanto Ato Principal:
- I've Missed You, I'm Sorry Tour (2021)
- This Is What It Feels Like Tour (2022)
- Good Riddance Tour (2023-2024)
- The Secret of Us Tour (2024-2025)

### Enquanto Ato de Abertura:
- Olivia Rodrigo - Sour Tour (2022)

## Prémios e Nomeações
| Prémio                          | Ano  | Trabalho Nomeado            | Categoria                            | Resultado | Ref.   |
| ------------------------------- | ---- | --------------------------- | ------------------------------------ | --------- | ------ |
| American Music Awards           | 2025 | Ela mesma                   | Novo Artista do Ano                  | Venceu    | [ 71 ] |
| American Music Awards           | 2025 | The Secret of Us            | Álbum do Ano                         | Indicada  | [ 71 ] |
| Billboard Women in Music        | 2025 | Ela mesma                   | Compositora do Ano                   | Venceu    | [ 72 ] |
| Grammy Awards                   | 2024 | Ela mesma                   | Melhor Novo Artista                  | Indicada  | [ 73 ] |
| Grammy Awards                   | 2025 | "Us" (com Taylor Swift)     | Melhor Performance Pop Pop Duo/Group | Indicada  | [ 74 ] |
| iHeartRadio Music Awards        | 2024 | Ela mesma                   | Prémio Estrela Social                | Venceu    | [ 75 ] |
| iHeartRadio Music Awards        | 2025 | Ela mesma                   | Artista Revelação                    | Venceu    | [ 76 ] |
| iHeartRadio Music Awards        | 2025 | Ela mesma                   | Melhor Novo Artista Pop              | Indicada  | [ 76 ] |
| iHeartRadio Music Awards        | 2025 | "I Love You, I'm Sorry"     | Melhor Letra                         | Indicada  | [ 76 ] |
| Nickelodeon Kids' Choice Awards | 2025 | "That's So True"            | Música Viral Favorita                | Indicada  | [ 77 ] |
| Nickelodeon Kids' Choice Awards | 2025 | "Call Me When You Break Up" | Colaboração Musical Favorita         | Indicada  | [ 77 ] |
| MTV Video Music Awards          | 2024 | Ela mesma                   | Melhor Novo Artista                  | Indicada  | [ 78 ] |
| Swiss Music Awards              | 2025 | Ela mesma                   | Melhor Ato Revelação Internacional   | Venceu    | [ 79 ] |